# Ashley Moody

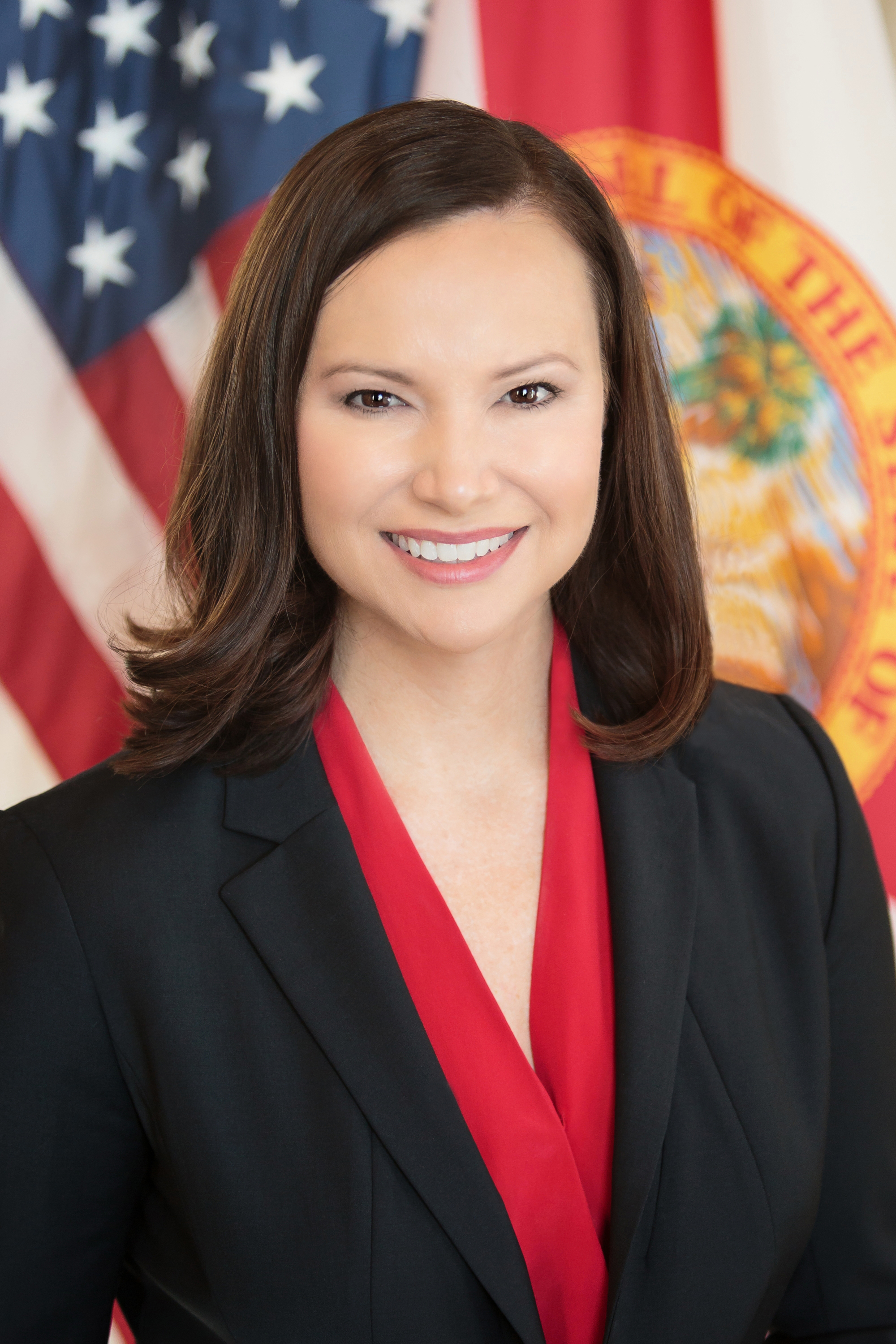
Ashley Moody (2019)

Ashley Brooke Moody (* 28. März 1975 in Plant City, Florida) ist eine US-amerikanische Juristin und Politikerin der Republikanischen Partei. Seit 2025 vertritt sie den Bundesstaat Florida im Senat der Vereinigten Staaten.

## Leben

### Ausbildung und Beruf
Moody ist das älteste von drei Kindern der Rechtsanwältin Carol Moody und des Bankiers und späteren Bundesrichters James S. Moody Jr. Sie entstammte damit einer alteingesessenen Familie in Plant City. Beginnend mit Moreau Estes Moody, der 1891 die Apotheke der Stadt und 1902 die erste Bank der Stadt gründete, hatte die Familie einen prägenden Einfluss auf Plant City und stellte ihm Verlauf von fünf Generationen Bürgermeister, Bankdirektoren, Stadtratsmitglieder und Richter. Sie selbst wurde in ihrer Jugend einmal zur Strawberry Queen des Ortes gewählt.
Sie besuchte die Plant City High School und machte dort 1993 ihren Abschluss. Anschließend studierte sie, der Familientradition entsprechend, an der University of Florida. Neben ihrem Studium war sie aktiv im öffentlichen Leben der Universität involviert. Unter anderen war sie Schatzmeisterin ihrer Sorority und Präsidentin der Honorary Society Florida Blue Key. 1996 erhielt sie ihren Bachelor of Science (B.SAcc.) und 2000 ihren Master of Accounting (M.Acc.). Ebenfalls 2000 erhielt sie ihren Juris Doctor am College of Law der Universität.
Moody absolvierte nun ein Praktikum bei der Rechtsanwältin Martha Barnett, die zu diesem Zeitpunkt Präsidentin der American Bar Association war. Nach dem Praktikum wurde sie in Tampa für die Anwaltskanzlei Holland & Knight tätig und beschäftigte sich dort mit Zivilrechtsstreitigkeiten. Drei Jahre später kündigte und nahm eine Gehaltskürzung in Kauf, um Assistant United States Attorney für den Middle District von Florida zu werden. Zwei Jahre später kehrte sie nach Tampa zurück und kandidierte 2006 erfolgreich für das Richteramt am circuit court in Hillsborough County. Bei ihrem Amtsantritt 2007 war Moody die jüngste Richterin in dem Bundesstaat. 2010 erhielt sie von dem College of Law der Stetson University ihren Master of Laws (LL.M.) in internationalem Recht. 2017 trat sie von ihrem Richteramt zurück und kandidierte für das Amt des Attorney General von Florida. Ihre Amtsvorgängerin war Pam Bondi.

### Politische Karriere

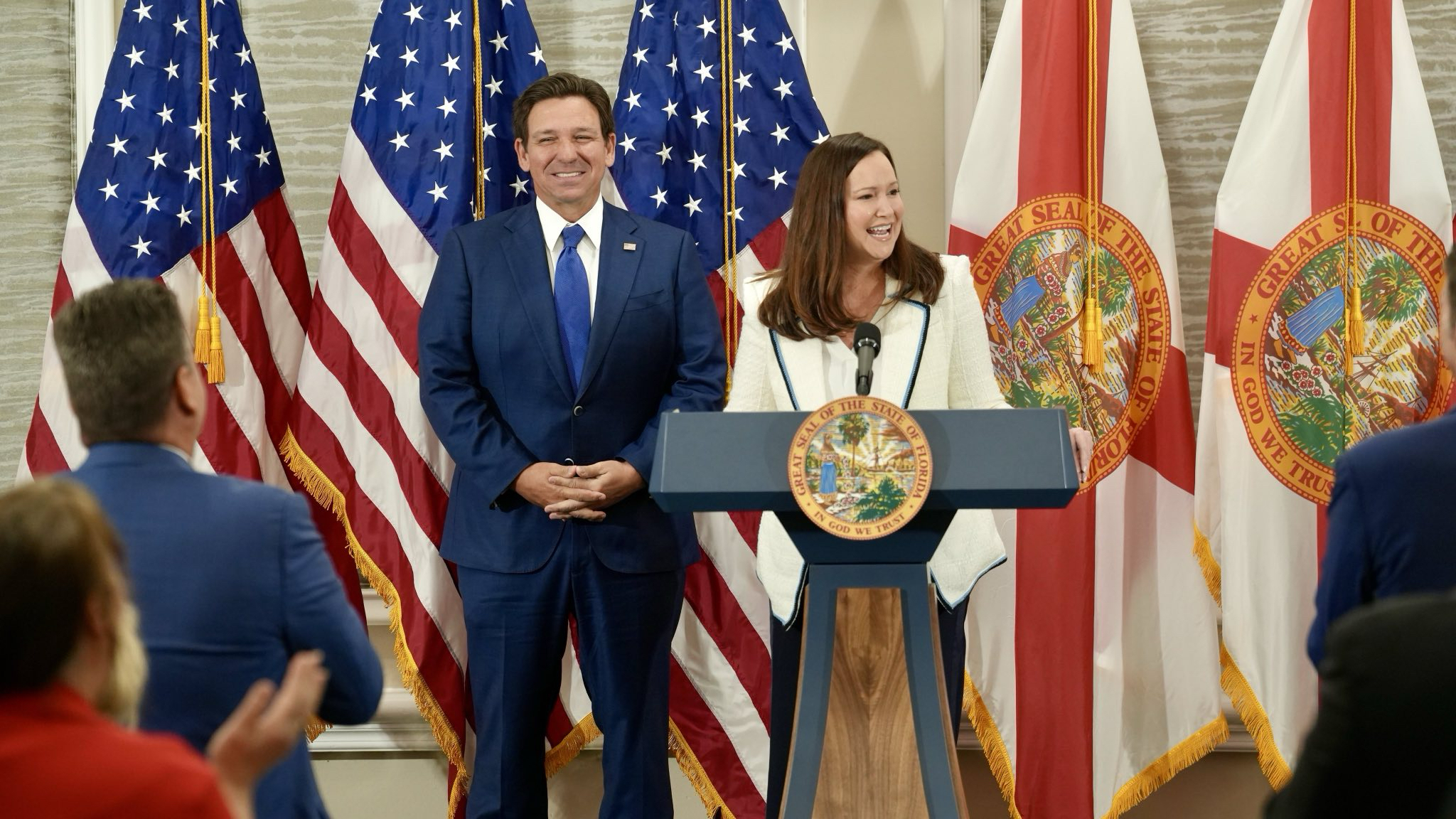
Ashley Moody bei ihrer Ernennung zur Senatorin durch Gouverneur Ron DeSantis.

Bei der republikanischen Vorwahl im August 2018 konnte sie sich gegen Frank White, Abgeordneten im Repräsentantenhaus von Florida, mit 56,8 % zu 43,2 % durchsetzen. Die folgende Wahl im November gewann sie gegen ihren demokratischen Kontrahenten und Abgeordneten im Repräsentantenhaus von Florida, Sean Shaw mit 52 % zu 46 %. Ihr Amtsantritt als 38. Attorney General von Florida erfolgte 2019. War sie ursprünglich mit dem Anspruch angetreten, dass sie Anklägerin und nicht Politikerin sein Wolle, änderte dich dies während der COVID-19-Pandemie. Sie forderte die Bundesregierung auf sich gegen China zu stellen. Sie verklagte die Biden-Administration wegen Impfpflichten, Einwanderungspolitik und Studentendarlehen. Sie verteidigte Ron DeSantis konservative Politik in Gerichten und Schloss sich Ken Paxtons Anfechtung der Präsidentschaftswahl 2020 an. 2022 wurde sie mit 60,6 % im Amt bestätigt.
Im Januar 2025 wurde sie von Gouverneur Ron DeSantis dazu ernannt, Florida als Senatorin im Senat der Vereinigten Staaten zu vertreten. Diese Ernennung war nötig geworden um den vakanten Sitz von Marco Rubio neu zu besetzen, da dieser sein Mandat niedergelegt hatte um Außenminister im Kabinett Trump II zu werden. Moody wurde am 21. Januar vereidigt. Sie versprach das Programm von Donald Trump vom ersten Tag an vollständig umzusetzen.

## Familie
Moody ist mit dem DEA-Agenten Justin Duralia verheiratet, den sie während ihrer Zeit als Assistant United States Attorney kennengelernt hatte. Aus der Ehe gingen zwei Söhne hervor.